# Alloporus transvaalensis
Alloporus transvaalensis är en mångfotingart som beskrevs av Christoph D. Schubart 1966. Alloporus transvaalensis ingår i släktet Alloporus och familjen Spirostreptidae. Inga underarter finns listade i Catalogue of Life.